# Дармино
Дармино (каз. Дәрмене) — село в Туркестанской области Казахстана. Находится в подчинении городской администрации Арыса. Административный центр Дармениского сельского округа. Код КАТО — 511637100.

## Население
В 1999 году население села составляло 2001 человек (1030 мужчин и 971 женщина). По данным переписи 2009 года в селе проживало 1188 человек (609 мужчин и 579 женщин).